# CMake
A CMake egy ingyenes, platform-független szoftverfejlesztő eszköz, amellyel a fordítótól független utasítások segítségével készíthetünk alkalmazásokat. Automatizálni tudja a tesztelést, a csomagolást és a telepítést is. Számos platformon fut, és számos programozási nyelvet támogat.
Meta-építő eszközként a CMake konfigurálja a natív build-eszközöket, amelyek viszont a kódbázist építik. A CMake a CMake-specifikus konfigurációs fájlok alapján konfigurációs fájlokat generál más építőeszközök számára. A többi eszköz a közvetlenebb építésért felelős; a generált fájlok felhasználásával. A CMake-specifikus konfigurációs fájlok egyetlen készletével egy kódbázis több platform natív építőeszközeivel is építhető.
A CMake által támogatott fontosabb natív építőeszközök a következők: Make, Qt Creator, Ninja, Android Studio, Xcode és Visual Studio.
A CMake szabad és nyílt forráskódú szoftver, amely a BSD-3 klauzula licenc alatt áll.

## Története
A kezdeti fejlesztés 1999-ben kezdődött a Kitware-nél a United States National Library of Medicine finanszírozásával a Visible Human Project részeként. A CMake 2000-ben jelent meg először.
A CMake-et az Insight Segmentation and Registration Toolkit (ITK) több platformra történő építésének támogatására fejlesztették ki. A kitűzött célok között szerepelt a korabeli eszközök, például az autoconf és a libtool gyengeségeinek kezelése az erősségek megtartása mellett, valamint az akkori legmodernebb építési technológiához való igazodás: konfigurációs szkriptek és Make fájlok Unix platformokon, valamint Visual Studio projektfájlok Windowson.
A CMake-et több kortárs eszköz is inspirálta. A pcmaker – amelyet Ken Martin és mások fejlesztettek ki a Visualization Toolkit (VTK) építésének támogatására – a Unix Make fájlokat NMake fájlokká alakította a Windowson történő építéshez. A gmake támogatta a Unix és Windows fordítókat, de a tervezése olyan problémákhoz vezetett, amelyeket nehéz volt megoldani. Mindkét eszköz működő példája volt a Unixot és a Windowst egyaránt támogató build eszköznek, de egy komoly hiba jellemezte őket: a Windows-fejlesztők számára a parancssor használatát követelték meg, annak ellenére, hogy sokan inkább integrált fejlesztőkörnyezetet (IDE), például a Visual Studiót használják.
A CMake célja az volt, hogy hasonló keresztplatformos támogatást nyújtson, de jobban kielégítse az egyes platformok fejlesztőinek preferenciáit.
Az első verzió tervezési céljai közé tartoztak:
- Csak a gazdagép C++ fordítójától függ; nincs szükség más harmadik féltől származó eszközökre vagy könyvtárakra
- Visual Studio projektfájlok (valamint Unix-fájlok) generálása
- Támogassa az építési[5] célokat: program, statikus könyvtár, megosztott könyvtár
- Futtasson build-idejű kódgenerátorokat
- Támogassa a külön könyvtárfákat a forrás- és a build-fájlokhoz
- Támogassa a gazdaszámítógép képességeinek önvizsgálatát
- A C/C++ fejlécfájlok(wd) automatikus függőségi vizsgálatának támogatása
- Minden funkciónak következetesen és egyformán jól kell működnie minden támogatott platformon

Különböző okokból a CMake fejlesztői úgy döntöttek, hogy a Tcl – az akkoriban népszerű építési nyelv – helyett egy szkriptnyelv kifejlesztését választják a CMake számára. A Tcl használata egy olyan függőséget jelentett volna a gépen, amely ellentétes a céllal, hogy a fordítóprogramon kívül ne legyenek függőségek. Továbbá a Tcl a kezdeti fejlesztés idején nem volt jól támogatott a Windows és néhány Unix rendszeren.
A későbbi fejlesztéseket és javításokat a CMake beépítése a fejlesztők saját rendszereibe, beleértve a VXL projektet, a Brad King által hozzáadott CABLE funkciókat, és a GE Corporate R&D-t a DART támogatására. További funkciókat hoztak létre, amikor a VTK áttért a CMake-re a build környezet és a ParaView támogatásához.
A 3.0-ás verzió 2014 júniusában jelent meg. A „Modern CMake” kezdetének nevezték. A szakértők most azt tanácsolják, hogy kerüljük a változókat a célok és a tulajdonságok javára. A CMake 2 alapját képező add_compile_options, include_directories, link_directories, link_libraries parancsokat mostantól célspecifikus parancsokkal kell helyettesíteni.

## Név
Brad King, a CMake fejlesztője azt nyilatkozta, hogy „a 'C' a CMake-ben a »cross-platform«-ot jelenti”.

## Jellemzők

### Generátorok
Minden egyes natív építőeszköz támogatása külön generatorként van megadva. A CMake alapértelmezés szerint egy adott generátort használ a gazdakörnyezethez. Alternatívaként a generátor kiválasztható a parancssori -G opcióval. Például a Unix Makefiles generátor fájlokat hoz létre a make számára.
A CMake nem támogatja az egyéni generátorokat a CMake implementáció módosítása nélkül. Ennek ellenére a CMake forráskódja módosítható, hogy tartalmazzon egy egyéni generátort.

### Build targets
A CMake támogatja a futtatható fájlok, könyvtárak (pl. libxyz, xyz.dll stb.), objektumfájl könyvtárak és álcélok (pseudo-targets, beleértve az aliasokat is) építését. A CMake képes olyan objektumfájlokat előállítani, amelyeket a végrehajtható binárisok/könyvtárak linkelhetnek, elkerülve a dinamikus (futásidejű) linkelést, és helyette statikus (fordításidejű) linkelést használva. Ez lehetővé teszi a különböző optimalizációk rugalmas konfigurálását.
A cél (target) generálása a cél tulajdonságain keresztül konfigurálható. A régebbi verziókban ez a CMAKE_-prefixált globális változókon keresztül történt, de ez a megközelítés elavult.

### Hierarchikus konfiguráció
A CMake konfigurációs fájlokat a forráskód hierarchikus felépítése szerint lehet strukturálni; ez a forrásfa. A gyökér (root) forráskönyvtárban található CMakeLists.txt a konfiguráció gyökereként szolgál. Ez tartalmazhat alkönyvtárakat, amelyek mindegyike tartalmaz egy CMakeLists.txt-t. Ennek megismétlése a konfiguráció hierarchikus szerkezetét eredményezi, amely követi a forráskód szerkezetét.

### Különálló építési fa
A CMake képes a generált fájlokat (mind a CMake, mind a natív építőeszközök által) a forrásfától elkülönített könyvtárfában elhelyezni.
Ez lehetővé teszi a többszörös építést ugyanabból a forrásfából, mivel mindegyiknek különálló, nem átfedő fájlrendszeri helye van. Ez kihasználható különböző vagy akár inkompatibilis konfigurációk, például különböző platformok számára történő létrehozására.
Ez egyszerűsíti a fájlkezelést is, mivel lehetővé teszi a generált fájlok eltávolítását egyetlen könyvtárfa törlésével, ahelyett, hogy a forrásfában több fájlt és könyvtárat távolítana el. Ez általában megakadályozza a forrásfájlok véletlen törlését vagy a generált fájlok véletlen hozzáadását a verziókezelés során.

### Függőségkezelés
A CMake biztosítja, hogy a downstream komponensek újraépüljenek, amikor a forrásai megváltoznak vagy épülnek.

### Flexibilis projektstruktúra
A CMake képes rendszerszintű és felhasználó által meghatározott futtatható állományok, fájlok és könyvtárak keresésére. Ezeket a helyeket egy gyorsítótárban tárolja, amelyek aztán testreszabhatók a cél build fájlok generálása előtt. A cache szerkeszthető egy grafikus szerkesztővel, amely a CMake-kel együtt kerül szállításra.
A bonyolult könyvtárhierarchiákat és a több könyvtárra támaszkodó alkalmazásokat a CMake jól támogatja. Például képes befogadni egy olyan projektet, amely több eszközkészletet (toolkit) vagy könyvtárat tartalmaz, amelyek mindegyike több könyvtárral rendelkezik. Ezen kívül a CMake képes olyan projektekkel is dolgozni, amelyeknél a végrehajtható fájlok létrehozása szükséges a végső alkalmazáshoz lefordítandó kód generálása előtt. Nyílt forráskódú, bővíthető felépítése lehetővé teszi, hogy a CMake-et szükség szerint hozzá lehessen igazítani az adott projektekhez.

### IDE konfigurációs támogatás
A CMake képes projektfájlokat generálni több népszerű IDE-hez, például a Microsoft Visual Studio, az Xcode és az Eclipse CDT számára. Emellett képes build scripteket készíteni az MSBuild vagy NMake számára Windowson; a Unix Make számára Unix-szerű platformokon, mint például Linux, macOS és Cygwin; és a Ninja számára Windowson és Unix-szerű platformokon egyaránt.

### A fordítói funkciók felismerése
A CMake lehetővé teszi azoknak a tulajdonságoknak a megadását, amelyeket a fordítónak támogatnia kell ahhoz, hogy a célprogram vagy könyvtár lefordításra kerüljön.

### Compiler támogatás
A CMake számos fordítóprogramot támogat, többek között a következőket: Apple Clang, Clang, GNU GCC, MSVC, Oracle Developer Studio és Intel C++ Compiler.

### Csomagkezelés
A CMake képes csomagokat feldolgozni és előállítani is. A CMake funkciókat biztosít a csomagok távoli szerverről való lehívására, amelyeket a build folyamat részeként lehet használni. A CPack segítségével a fájlok csomagolhatók egy archív fájlba a célplatform által támogatott csomagkezelő vagy telepítő számára.(pp132,142)

### GUI
A Cmake futtatható egy ncurses programmal, mint a ccmake, amely a projektek konfigurálására használható parancssori felületen keresztül.

### Előfordított fejlécek
A 3.6-os verzió óta lehetőség van előre lefordított fejlécek generálására a CMake segítségével.

### JSON strings
A CMake támogatja a JSON-adat karakterláncokból történő értékek kivonását a változókba (a 3.19-es verzió óta).

## Nyelv
A CMake tartalmaz egy értelmezőt egy viszonylag egyszerű, egyéni, imperatív szkriptnyelvhez, amely támogatja a változókat, a karakterlánc-kezelést, a tömböket, a függvény- és makródeklarációt, valamint a modulok felvételét (importálását).
Az értelmező a CMake nyelvi parancsokat a CMakeLists.txt nevű fájlokból olvassa be, amelyek megadják a forrásfájlokat és az építési beállításokat. A CMake ezeket az információkat használja a natív eszközkonfigurációs fájlok létrehozásához. Ezenkívül .cmake végződésű fájlok további szkriptek tárolására is használhatók.

### Parancs szintaxis
A CMake nyelvi parancsok formátuma a következő:
```
name
(
argument
 ...)
```

Az argumentumok szóközzel vannak elválasztva, és tartalmazhatnak kulcsszavakat az argumentumcsoportok elválasztására. Például a következő parancsban a COMPILE_FLAGS kulcsszó a forrásfájlok listáját választja el a fordítói flagektől.
```
set_source_file_properties(
filename
 ... COMPILE_FLAGS 
compile_flag
 ...)
```

## Megvalósítás
A CMake szkriptnyelv Yacc és Lex generátorokon keresztül valósul meg.
A CMake, CPack és CTest futtatható programok C++ nyelven íródtak.
A CMake funkcionalitásának nagy része a CMake nyelven írt modulokban van implementálva.
A CMake dokumentáció (a 3.0-s kiadás óta) reStructuredText jelölést használ. A HTML oldalakat és a man oldalakat a Sphinx dokumentációgenerátor hozza létre.

## További eszközök
A CMake számos .cmake szkriptfájlt és fejlesztői eszközt tartalmaz, amelyek megkönnyítik az olyan feladatokat, mint a függőségek keresése (beépített és külső, pl. FindXYZ modulok), az eszköztár környezetének és a futtatható állományoknak a tesztelése, a kiadások csomagolása (CPack) és a külső projektek függőségeinek kezelése (ExternalProject modul). A további fejlesztési eszközök közé tartoznak:
- ccmake és  cmake-gui — a natív összeállítási eszközhöz szánt konfigurációs változók frissítéséhez
- CPack — szoftverek csomagolásához Linux RPM-, deb-, és gzip- csomagok, NSIS-fájlok(wd) (Windows-hoz), és macOS csomagok[36][37]
- CTest és CDash — szoftvertesztelésre és jelentéskészítésre

## Adoptálás
A CMake nagyon széles körben elterjedt a kereskedelmi, nyílt forráskódú és tudományos szoftverprojektek körében. Néhány neves felhasználó: Android NDK, Netflix, Inria, MySQL, Boost (C++ könyvtárak), KeePassXC, KDE, KiCAD, FreeCAD, WebKit, Blender, Biicode, ReactOS, Apache Qpid, az ATLAS experiment, és a Second Life.

## Építési folyamat
A CMake segítségével történő építés két fő szakaszból áll. Először is, a natív építőeszköz konfigurációs fájlokat a CMake konfigurációs fájlokból generálják – a CMake szkriptnyelvén írva. A parancssori szintaxis a következő: cmake <dir>, ahol a <dir> egy könyvtár, amely egy cmake <dir> fájlt tartalmaz. Ezután a natív build-eszközöket vagy a CMake-en keresztül (cmake --build <dir>), vagy közvetlenül a natív eszköz felületén keresztül hívjuk meg. A natív build eszközök a generált fájlokat használják.

## Példák

### Hello world
Az alábbiakban bemutatjuk a CMake konfigurálását egy C++ nyelven írt hello world program elkészítéséhez, és a CMake használatát a program elkészítéséhez.
hello.cpp:
```
#include
 
<iostream>

int
 
main
()
 
{

    
std
::
cout
 
<<
 
"Hello, world!"
 
<<
 
std
::
endl
;

    
return
 
0
;

}

```

CMakeLists.txt:
```
cmake_minimum_required
(
VERSION
 
3.5
)

project
(
HelloWorld
 
CXX
)

add_executable
(
hello
 
hello.cpp
)

```

A CMake-kel való építéshez először menjünk a fenti két fájlt tartalmazó könyvtárba. Ezután generálja a natív build config fájlokat a cross-platform CMake paranccsal:
```
cmake
 
-B
 
out
 
.

```

Minden generált fájl a -B out segítségével megadott out könyvtárban lesz.
Ezután építsük a CMake által támogatott natív építőeszközzel (build tool):
```
cmake
 
--build
 
out

```

A program ezután futtatható. A Bash segítségével a parancs olyan, mint a ./out/hello. Windowson a kimeneti fájl a .exe végződéssel végződik.

### Beépítés
Ez a példa a preprocesszor include elérési útvonalának konfigurálását mutatja be.
hello.cpp:
```
#include
 
"hello.h"

#include
 
<iostream>

int
 
main
()
 
{

    
for
 
(
int
 
i
 
=
 
0
;
 
i
 
<
 
Times
;
 
i
++
)
 
{

        
std
::
cout
 
<<
 
"Hello, world!"
 
<<
 
std
::
endl
;

    
}

    
return
 
0
;

}

```

hello.h:
```
const
 
int
 
Times
 
=
 
10
;

```

CMakeLists.txt:
```
cmake_minimum_required
(
VERSION
 
3.5
)

project
(
HelloWorld
 
CXX
)

include_directories
(
${
PROJECT_SOURCE_DIR
}
)

add_executable
(
hello
 
hello.cpp
)

```

## Lásd még
- Automatizálás kiépítése
- List of build automation software § meta-build
- Make

## Fordítás
- Ez a szócikk részben vagy egészben  a   CMake című angol Wikipédia-szócikk fordításán alapul.  Az eredeti cikk szerkesztőit annak laptörténete sorolja fel. Ez a jelzés csupán a megfogalmazás eredetét és a szerzői jogokat jelzi, nem szolgál a cikkben szereplő információk forrásmegjelöléseként.